# Рощино (Зеленоградський район)
Рощино (рос. Рощино) — селище Зеленоградського району, Калінінградської області Росії. Входить до складу Ковровського сільського поселення.
Населення — 271 особа (2015 рік).

## Населення
| 2002 | 2010 |
| ---- | ---- |
| 159  | ↗271 |